# Xavéri Szent Ferenc-templom (Kozarevac)
A Xavéri Szent Ferenc-templom Horvátországban, a Kapronca-Kőrös megyei Kozarevac római katolikus plébániatemploma.

## Fekvése
A templom Kozarevac délnyugat-északkeleti irányú főutcájától délre, az utcafront vonalától mintegy 150 méterre beljebb, a házsor mögött áll.

## Története
A település első lakói a 17. század végén és a 18. század elején telepedtek itt le. Nem tudni pontosan, hogy honnan érkeztek ide, hol nevelték azokat a kecskéket, melyekről a falu a nevét kapta. Néhány forrás uszkókokról beszél, a vezetéknevek viszont az Isztrián gyakori nevekre utalnak, ahol ugyancsak nagy hagyományai vannak a kecsketenyésztésnek. A településnek már a 18. század elején sok lakója volt, 1733-ban már 43 háztartást számláltak itt össze. A gorbonoki plébániához tartozott. A település nagyságáról tanúskodik az a tény is, hogy 1745-ben már temploma is volt, mely három oltárral, harangokkal és a szentmiséhez szükséges minden eszközzel fel volt szerelve. A templom fából épült és több alkalommal szorult javításra. Körülötte temető volt. 
A templom Xavéri Szent Ferenc tiszteletére volt felszentelve, akinek képe a főoltáron, Szent Borbála és Alexandriai Szent Katalin szobrai között állt. A két mellékoltár Szent Rókusnak, és Keresztelő Szent Jánosnak volt szentelve. Keresztelő János oltárát 1839-ben a Segítő Szűzanya oltárára cserélték le. 1789-ben a templomnak saját káplánja lett, mely növelte a plébániától való függetlenségét. A 18. század végére a lakosság száma tovább növekedett, melyhez hozzájárultak a kiterjedt erdők és a bőséges vízfolyások. 1802-ben a településen tűzvész pusztított, melyben az a ház is leégett, ahol a káplán lakott. Emiatt megsemmisültek az 1802 előtti anyakönyvek.  A lakosság növekvő száma a 19. század elejére arra ösztönözte a zágrábi püspökséget, hogy Kozarevacon önálló plébániát alapítson, ami 1819-ben meg is történt. A plébániához Kozarevacon kívül még öt falut csatoltak. Első plébánosa, Josip Hovanec a Szepességből származott. A plébánosok közül említésre méltó Đuro Pavešić, aki az 1880-as földrengés után megújíttatta a templomot.
A 20. század elejére a régi fatemplom már olyan állapotban volt, hogy szükségessé vált egy új plébániatemplom építése. Az építést a fiatal plébános, Rikardo Makovec kezdeményezte. A templomot a régi templom helyére, a falunak egy kiemelkedő magaslatára tervezték neogótikus stílusban.  Az 1909-ben megindult építés gyors ütemben zajlott és 1909. december 7-én már meg is tarthatták benne az első istentiszteletet. A felszentelést 1921. június 26-án Josip Lang, akkori zágrábi segédpüspök végezte. Az épületet 1951-ben és 1991-ben renoválták. 1999 húsvétján leégett a Segítő Szűzanyának szentelt mellékoltár, melyet tíz évvel később állíttatott helyre Leskovar plébános. A helyreállítással egyidejűleg a templom új installációt és csillárokat kapott. Megkezdődtek a festő-restaurátori munkák és az ablakok festett ólomüvegre való cseréje is. 2004-ben új hittantermet építettek.

## Leírása
A templom neogótikus stílusban épült a romanikát idéző elemekkel, melyek főként a homlokzat díszítésében és a félkörívben záródó ablakokban nyilvánul meg. A homlokzat elé elegáns, magas tornyot építettek, melyen keresztül az itt kialakított főbejáraton át lehet belépni a templomba. A torony négy szintre tagolódik, melyek mindegyikén félkörívben záródó ablaknyílások vannak elhelyezve, kivéve a legalsó szintet, ahol a bejárati portált alakították ki. A romanikát idézi a csúcsos toronysisak is. A toronysisak alatti oromzati részen a toronyóra számlapjai láthatók. Az oldalfalakat támpillérekkel erősítették meg. A templom latin kereszt alaprajzú. A hosszú templomhajó félköríves apszisban záródik, melyben a főoltár van elhelyezve. A szentélyt, mely kissé szűkebb, mint a hajó félköríves diadalív választja el a templomhajótól.
A szentélybe két lépcsőfokon lehet felmenni, mely által a szentély szintje valamivel magasabban van. A szentély közepén van elhelyezve az oltár menzája az ambóval, oldalt pedig a pap és a ministránsok ülőhelyei találhatók. A szentély előtti alacsonyabb részből jobbra nyílik a sekrestye bejárata. A másik oldalon szentély és hajó találkozásánál található a szószék, melyet régi fogadalmi szimbólumok díszítenek. A hajóban két sor pad van és két gyóntatószék található. A jobb oldalon van a templom oldalbejárata. A főoltáron kívül a templomban két mellékoltár van. A főbejáratnál levő árkádos rész felett van elhelyezve az oszlopokon nyugvó kórus az orgonával. A keresztboltozatos, kékre festett mennyezet rajta az arany csillagokkal az égboltot mintázza. A falak felső része a boltozatig virágmintákkal, valamint a szentek képeivel és Jézus életéből vett jelenetekkel van kifestve. a festett üvegablakok horvát szenteket és boldogokat ábrázolnak. Boldog Alojzije Stepinac, Kazotics Ágoston, Tavelics Szent Miklós, Szent Leopold Mandić, Boldog Ozana Kotorska, Boldog Marija Petković és Kőrösi Szent Márk képei mellett Mózes és a Szentháromság ábrázolásai láthatók itt.
Az apszis ablakain a plébánia filiáinak védőszentjei, Szent Márton, Szent Flórián, Páduai Szent Antal és Szent Mihály főangyal láthatók. A templom bejáratánál áll a missziós kereszt az 1961-es, a 2004-es és a 2019-es évszámokkal. A főoltár egy szárnyas retabló oldalt a négy evangélista domborművű képeivel, középen a fülkékben Xavéri Szent Ferenc, Szent Péter és Szent Pál apostolok szobraival, akiket az árkád oszlopai választanak el egymástól. Az oltár felső részén baldachin alatt Keresztelő Szent János szobra látható. a Szent Rókus mellékoltárt a szent szobra mellett Páduai Szent Antal és Szent József szobrai díszítik. A másik mellékoltár a Segítő Szűzanyának van szentelve. Itt Szűz Mária szobra mellett Szent Lúcia és Szent Erzsébet szobrai láthatók. A templom előtt a jobb oldalon egy Lourdes-i barlangot építettek, míg a plébánia előtt egy 19. századi magas oszlopon álló feszület található. Ennek felirata mára már lekopott.